# Hanazono Rugby Stadium
O Hanazono Rugby Stadium é um estádio localizado em Osaka, Japão, possui capacidade total para 30.000 pessoas, é a casa do time de rugby Kintetsu Liners, foi inaugurado em 1929, passando por reformas em 1991, recebeu jogos da Copa do Mundo de Rugby de 2019.